# Ulica Główna w Janikowie
Ulica Główna w Janikowie — jedna z głównych ulic w Janikowie,  w kierunku wschód-zachód. Na tej ulicy znajdują się najbardziej renomowane sklepy i sieci supermarketów w mieście.

## Przebieg
Ulica rozpoczyna się skrzyżowaniem z ulicą Przemysłowa i biegnie, aż do Jeziora Pakoskiego.

## Otoczenie
Przy ulicy znajdują się m.in.:
- Sklepy i Punkty Handlowe
- Supermarkety
- Gimnazjum nr1
- Targowisko Miejskie
- Pogotowie Ratunkowe
- Stadion Miejski
- Przystań Żeglarska